# Морин, Ли Миллер Эмил
Ли Ми́ллер Э́мил Мори́н (англ. Lee Miller Emile Morin; род. 1952) — астронавт НАСА. Совершил один космический полёт на шаттле: STS-110 (2002, «Атлантис»), совершил два выхода в открытый космос, капитан 1-го ранга ВМС США, врач.

## Личные данные и образование
Ли Морин родился 9 сентября 1952 года в городе Манчестер, штат Нью-Гэмпшир.
В 1980 году окончил среднюю школу в городе Гибсония, в том же штате. В 1970 году получил степень бакалавра в области математики в Западной академии, город Хадсон, штат Огайо. В 1974 году получил степень бакалавра наук в области математики и электроники в Университете Нью-Гэмпшира. В 1978 году получил степень магистра наук в области биохимии в Нью-Йоркском университете. Там же, в 1981 году получил степень Ph. D. в области медицины и 1982 — степень Ph. D. в области микробиологии. В 1988 году получил степень магистра наук в области общественного здравоохранения в Университете Алабамы, Бирмингем.
Женат на Розанне Спакарелли, у них двое детей, у него два внука. Любит механику, математику и бег трусцой.

## До НАСА
В 1982 году Морин был призван в ВМС. В 1983 году начал обучение в Военно-медицинском институте в городе Гротон, штат Коннектикут. В 1983 году врачом-подводником, участвовал в пусконаладочных работах на подводной лодке «Генри М. Джексон» на верфи в городе Гротон. В 1985 году он присутствовал на этой лодке, когда корабль совершил поход из верфи в порт приписки, на военно-морскую базу «Китсэп», в город Бангор, штат Вашингтон. Это время на борту подлодки «Генри М. Джексон» Морину было засчитано как подводную службу, он стал обладателем нашивки «Дельфин» (в качестве получившего квалификацию «врача-подводника»). Затем Морин поступил в Военно-морской аэрокосмический медицинский институт в городе Пенсакола, во Флориде, стал обучаться на полётного хирурга. В 1986 году он получил нашивку «Золотые Крылья», как военно-морской хирург, и оставался на работе в Институте до 1989 года. Затем он оставил службу и занялся частной практикой в городе Джэксонвилл, штат Флорида. В августе 1990 году он был призван в действующую армию во время операции «Щит пустыни», как хирург, был направлен в госпиталь на авиабазе в Пенсаколе, Флорида. Затем был переведён в Бахрейн, где служил как врач-подводник.

## Подготовка к космическим полётам
1 мая 1996 года был зачислен в отряд НАСА в составе шестнадцатого набора, кандидатом в астронавты. Стал проходить обучение по курсу Общекосмической подготовки (ОКП). По окончании курса, в 1998 году получил квалификацию «специалист полёта» и назначение в Офис астронавтов НАСА. Получил назначение в Отдел систем и эксплуатации шаттлов.

## Полёты в космос
- Первый полёт — STS-110[3], шаттл «Атлантис». C 8 по 19 апреля 2002 года в качестве специалиста полёта. В полёте Атлантис STS-110 были впервые установлены три основных двигателя SSME последней модификации Block II. Основной задачей полёта являлась доставка на Международную космическую станцию (МКС) центральной секции S0 Основной фермы, мобильного транспортёра MT (англ. Utility Transfer Assembly — UTA) и грузов[4]. Во время полета Морин совершил два выхода в открытый космос: 13 апреля 2002 года — 7 часов 30 минут, произведены завершающие работы по фиксации секции фермы S0. И 16 апреля — 6 часов 37 минут, произведена установка телескопического трапа Airlock Spur (для упрощения выхода астронавтов из шлюзового отсека Квест на ферму станции во время работ в открытом космосе). Продолжительность полёта составила 10 суток 19 часов 44 минуты[5].

Общая продолжительность внекорабельной деятельности (ВКД) за 2 выхода — 14 часов 7 минут.
Общая продолжительность полётов в космос — 10 дней 19 часов 42 минуты.

## После полётов
Он был назначен директором программы «Warfare». В 1995 году Морин вошёл в директорат Военно-морского медицинского института. Он завершил карьеру в 1996 году.

## Награды и премии
Награждён: Медаль «За космический полёт» (2002), Медаль похвальной службы (США), Медаль «За достижения», Медаль за службу национальной обороне (США), Медаль освобождения (Кувейт), Медаль за службу в Юго-Западной Азии и многие другие.